# Campeonato Minuano de Fútbol 2011
El Campeonato Minuano de Fútbol 2011 o simplemente Minuano 2011 llevó el nombre de Silverio Cobelli fue el torneo organizado por la Liga Minuana de Fútbol de Lavalleja que se llevó a cabo en la segunda mitad del año. En el mismo participaron 10 de equipos de la ciudad de Minas, 1 de Solís de Mataojo y otro de Villa del Rosario.
El modo de disputa fue de dos fases, la primera de liga donde clasificaron a la fase de play-off los siete mejores de la tabla además de Guaraní Sarandí que tenía su participación asegurada en calidad de campeón de la edición anterior sumando así 8 clubes. Los campeones de cada fase serían los finalistas, la primera fase fue llamada Milton "Beto" Pais y la segunda de Eduardo De la Peña.

## Primera fase: liga
Participaron 12 clubes: Estación, Solís, Granjeros, Wanderers La Curva, Guaraní Sarandí, Nacional, Lavalleja, Las Delicias, Olimpia, Lito, Barrio Olímpico y Sportivo Minas. Fue llamada Milton "Beto" Pais.
Se disputaron 11 fechas en las cuales todos los equipos se enfrentaron entre sí una sola vez.

### Posiciones
| Puesto | Equipo             | Pts | PJ |
| ------ | ------------------ | --- | -- |
| 1°     | Guaraní Sarandí    | 28  | 11 |
| 2°     | Las Delicias       | 23  | 11 |
| 3°     | Sportivo Minas     | 19  | 11 |
| 4°     | Nacional           | 17  | 11 |
| 5°     | Lavalleja          | 17  | 11 |
| 6°     | Estación           | 17  | 11 |
| 7°     | Barrio Olímpico    | 15  | 11 |
| 8°     | Solís de Mataojo   | 14  | 11 |
| 9°     | Olimpia            | 13  | 11 |
| 10°    | Wanderers La Curva | 8   | 11 |
| 11°    | Lito               | 8   | 11 |
| 12°    | Granjeros          | 3   | 11 |

|  | Clasificados a la eliminatoria |

|  | Clasificado a la eliminatoria en calidad de campeón 2010 |

## Segunda fase: play-off
Los ocho mejores de la primera fase pasaron a cuartos de final y las llaves fueron: Guaraní Sarandí y Solís de Mataojo; Estación y Sportivo Minas; Lavalleja y Nacional; Barrio Olímpico y Las Delicias. Cada llave se definió con partidos de ida y vuelta y en los casos de igualdad de puntos se tuvo que definir por diferencia de gol (regla implementada por primera vez que no afectaba a las finales), si persistía la igualdad se definía mediante ejecución de tiro penales. Esta fase llevó el nombre de Eduardo De la Peña.

### Cuadro
|  | Cuartos de final         | Cuartos de final         | Cuartos de final         |   |                 | Semifinales                 | Semifinales                 | Semifinales                 |  |  | Final                | Final                | Final                |
|  | 2, 3, 5 y 6 de noviembre | 2, 3, 5 y 6 de noviembre | 2, 3, 5 y 6 de noviembre |   |                 | 9, 10, 12 y 13 de noviembre | 9, 10, 12 y 13 de noviembre | 9, 10, 12 y 13 de noviembre |  |  | 16 y 19 de noviembre | 16 y 19 de noviembre | 16 y 19 de noviembre |
|  |                          |                          |                          |   |                 |                             |                             |                             |  |  |                      |                      |                      |
|  | Guaraní Sarandí          | 0                        | 4                        |   |                 |                             |                             |                             |  |  |                      |                      |                      |
|  | Solís de Mataojo         | 1                        | 0                        |   |                 |                             |                             |                             |  |  |                      |                      |                      |
|  | Solís de Mataojo         | 1                        | 0                        |   | Guaraní Sarandí | 0                           | 3                           |                             |  |  |                      |                      |                      |
|  |                          |                          |                          |   | Guaraní Sarandí | 0                           | 3                           |                             |  |  |                      |                      |                      |
|  |                          | Estación                 | 2                        | 0 |                 |                             |                             |                             |  |  |                      |                      |                      |
|  | Sportivo Minas           | Estación                 | 2                        | 0 | 2               | 2(3)                        |                             |                             |  |  |                      |                      |                      |
|  | Sportivo Minas           |                          |                          |   | 2               | 2(3)                        |                             |                             |  |  |                      |                      |                      |
|  | Estación                 | 2                        | 2(4)                     |   |                 |                             |                             |                             |  |  |                      |                      |                      |
|  |                          |                          |                          |   |                 |                             |                             |                             |  |  | Guaraní Sarandí      | 3                    | 2(3)                 |
|  |                          |                          | Las Delicias             | 2 | 3(4)            |                             |                             |                             |  |  |                      |                      |                      |
|  | Nacional                 | 2                        | 1                        |   |                 |                             |                             |                             |  |  |                      |                      |                      |
|  | Lavalleja                | 2                        | 2                        |   |                 |                             |                             |                             |  |  |                      |                      |                      |
|  | Lavalleja                | 2                        | 2                        |   | Lavalleja       | 1                           | 1                           |                             |  |  |                      |                      |                      |
|  |                          |                          |                          |   | Lavalleja       | 1                           | 1                           |                             |  |  |                      |                      |                      |
|  |                          | Las Delicias             | 2                        | 3 |                 |                             |                             |                             |  |  |                      |                      |                      |
|  | Las Delicias             | Las Delicias             | 2                        | 3 | 1               | 3(4)                        |                             |                             |  |  |                      |                      |                      |
|  | Las Delicias             |                          |                          |   | 1               | 3(4)                        |                             |                             |  |  |                      |                      |                      |
|  | Barrio Olímpico          | 3                        | 1(3)                     |   |                 |                             |                             |                             |  |  |                      |                      |                      |

### Finales de la eliminatoria
| 16 de noviembre de 2011                                            | Las Delicias                          | 2:3 (2:2) | Guaraní Sarandí                                                          | Estadio Juan Antonio Lavalleja, Minas                   |                                                         |
|                                                                    | Damián Juncal 40' · Miguel Cortés 42' |           | Fernando Rodríguez 13' · Roberto Gamarra 27' · Cristian Larrosa 79(pen)' | Asistencia: 502 espectadores Árbitro(s): Nelson Navarro | Asistencia: 502 espectadores Árbitro(s): Nelson Navarro |
| Expulsados: 57' Luis Caballero (LDe); 82' Fernando Rodríguez (Gua) |                                       |           |                                                                          |                                                         |                                                         |

| 19 de noviembre de 2010                                                                                 | Guaraní Sarandí                                                                                  | 2:3 (2:1) (3:4 p.)         | Las Delicias                                                                             | Batallón de Infantería n.º 11, Minas                 |                                                      |
| | Roberto Gamarra 1' y 30'                                                                         |                            | Miguel Cortés 13(pen)' · Luis Díaz 87' · Damián Juncal 94'                               | Asistencia: 502 espectadores Árbitro(s): José Lautón | Asistencia: 502 espectadores Árbitro(s): José Lautón |
| |                                                                                                  | Tiros desde el punto penal |                                                                                          |                                                      |                                                      |
| | Roberto Gamarra · Atilio García · Emiliano Hernández · Marcelo Díaz · Ruben Abreu · Sergio Gómez |                            | Miguel Cortés · Eduardo Gómez · Mayco Correa · Luis Díaz · Alfredo González · Diego Díaz |                                                      |                                                      |
| A los 50' Cristian Larrosa desvió un penal. Expulsados: 74' Esteban Gamarra, 83' Andrés Albanesse (Gua) |                                                                                                  |                            |                                                                                          |                                                      |                                                      |

## Final del Minuano
Debido a que Las Delicias ganó los play-off y Guaraní-Sarandí la fase de liga se debió jugar una única final en cancha neutral entre los dos equipos.
| 23 de noviembre de 2011 | Guaraní Sarandí | 0:1 (0:1) | Las Delicias      | Estadio Juan Antonio Lavalleja, Minas                       |                                                             |
|                         |                 |           | Miguel Cortés 34' | Asistencia: 1000 espectadores Árbitro(s): Alejandro Álvarez | Asistencia: 1000 espectadores Árbitro(s): Alejandro Álvarez |

| Campeón Las Delicias |
| 10.º título          |

## Clasificación a laCopa El País2012[1]
|   | Equipo          | Clasificado como |
| - | --------------- | ---------------- |
| 1 | Las Delicias    | Campeón 2011     |
| 2 | Guaraní Sarandí | Vicecampeón 2011 |